# Nicholas Sighinolfi
Nicholas Sighinolfi (ur. 11 sierpnia 1994 w Nonantoli) – włoski siatkarz, grający na pozycji środkowego. 

## Sukcesy klubowe
Puchar Włoch:
- 2015, 2016

Mistrzostwo Włoch:
- 2016
- 2015

Superpuchar Włoch:
- 2015

Mistrzostwo Belgii:
- 2018